# L'automa insanguinato
L'automa insanguinato (La Poupée sanglante), è un romanzo di Gaston Leroux, pubblicato in quaranta episodi in forma di feuilleton e che vide una prima edizione nel 1923 sulle pagine del giornale Le Matin, pubblicati giornalmente tra il primo luglio e il 9 agosto.
Si compone di due parti; la prima, intitolata La Poupeé sanglante. 1re partie : La Sublime Aventure de Bénédict Masson, è in forma di diario, su cui il protagonista annota ogni cosa che accade nella casa di fronte, quella dei Norbert. La seconda è in forma di riflessione, intitolata La Poupée sanglante, 2e partie : Gabriel e conosciuta anche con il titolo La Macchina assassina (La Machine à assassiner), comparsa per la prima volta nel 1924 e pubblicata inizialmente come romanzo separato ma in seguito unita alla prima parte per comporre un'opera unica. La prima traduzione italiana si ebbe solamente nel 1931 e fu pubblicata a Milano.

## Trama
Bénédict Masson è un rilegatore d'arte raffinato e sensibile, afflitto da una mostruosa bruttezza, a causa della quale ogni donna lo tiene a distanza. Suo grande amore è Christine Norbert, figlia di un orologiaio e fidanzata di Jacques Contentin, che vive di fronte a lui con padre e fidanzato. Così dall'abbaino della sua soffitta decide di spiare la famiglia Norbert, poiché non si capacita della provenienza di un essere perfetto come la sua amata Christine. Vede spesso la fanciulla passeggiare in compagnia di un giovane bellissimo e affascinante che si nasconde in un armadio del laboratorio della ragazza, una scultrice di professione. Questo accade sempre quando i due uomini con cui vive sono assenti: una sera assiste ad una furente lite tra lei ed il padre che quella supplica di non uccidere qualcuno; è l'uomo che si nasconde nell'armadio che viene ucciso dal padre e portato via. Questo essere, di nome Gabriel, altro non è che l'automa con cui Christine è solita intrattenersi e in cui trova un solo difetto: l'assenza di un'anima, che lei desidererebbe fosse uguale a quella del vicino Bénédict.

## Edizioni italiane
- L'automa insanguinato, di Gaston Leroux, traduzione di Augusto Pardini, Milano, Casa editrice Sonzogno, 1956

## Adattamenti
- La Poupée sanglante, mini serie di Marcel Cravenne, 1976